# Clifden
Clifden (irisch An Clochán) ist eine irische Kleinstadt in der Grafschaft Galway und die „inoffizielle Hauptstadt“ von Connemara. Clifden liegt an der Nationalstraße N59, ca. 80 km westlich der Stadt Galway an der Mündung des Flusses Owenglin in die Clifden Bay. Beim Census 2022 hatte der beliebte Touristenort 1259 Einwohner.

## Geschichte

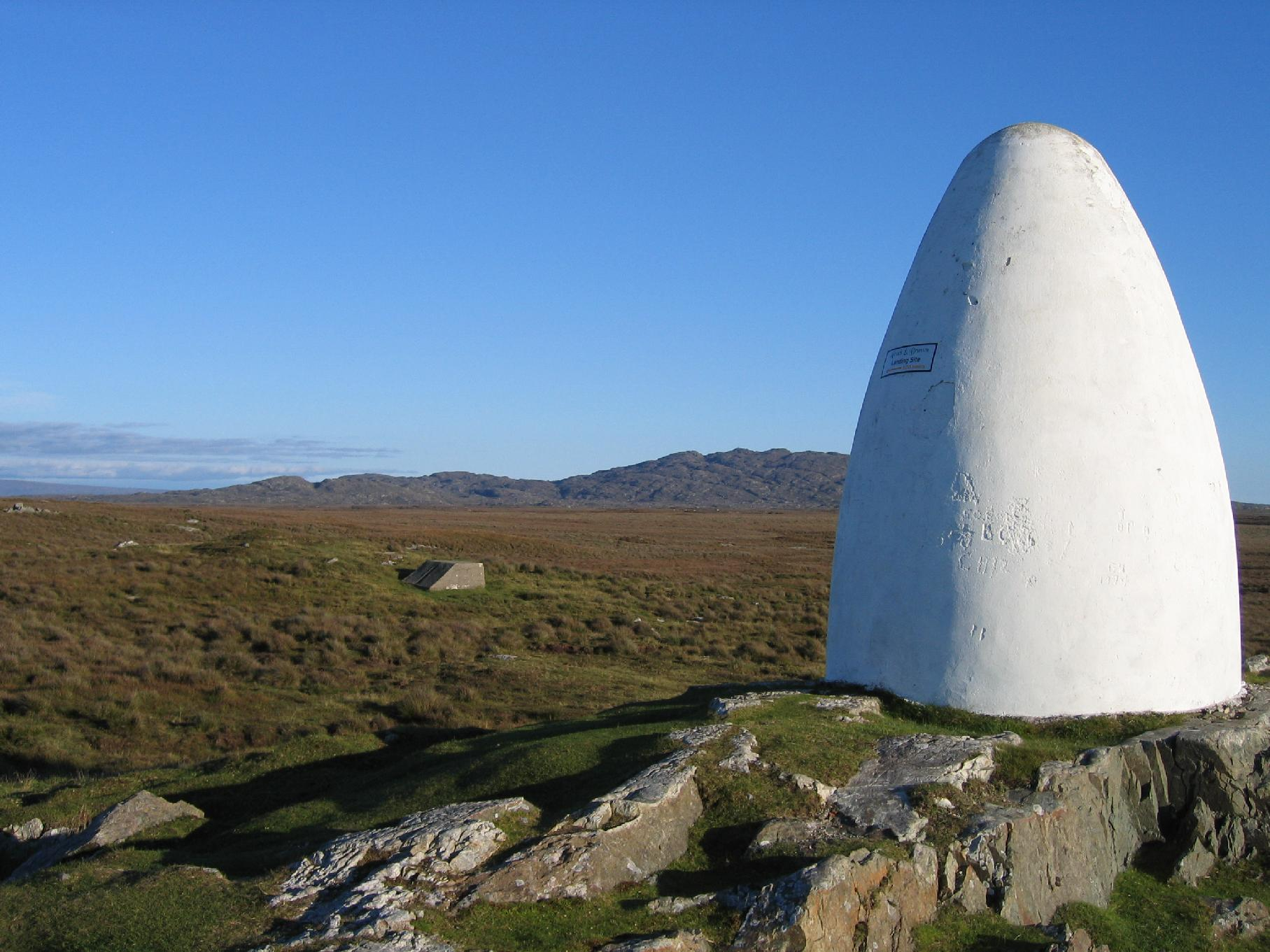
Das Gebiet, in dem Alcock und Brown 1919 landeten

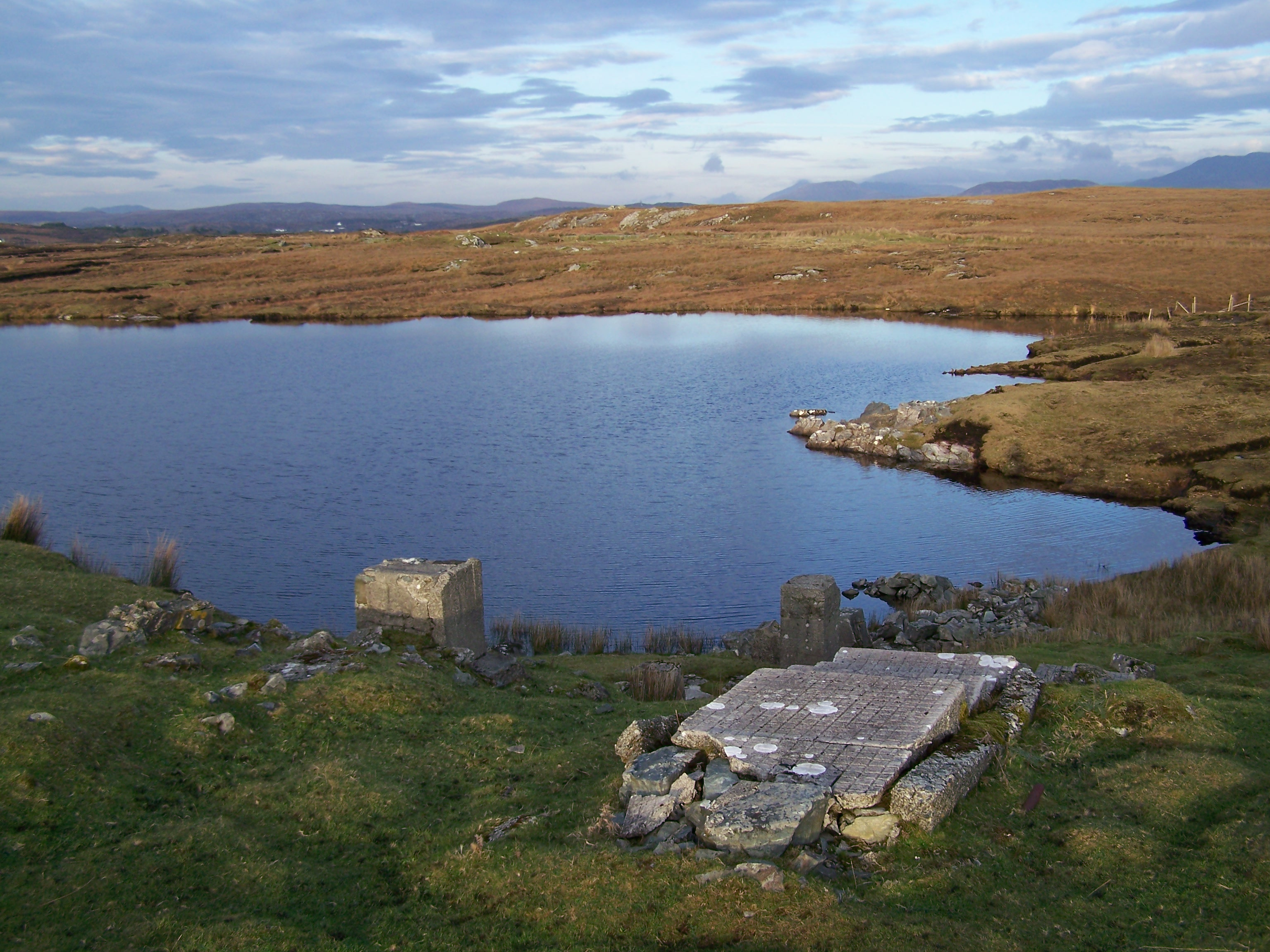
Reste der Marconi-Funkstation 2009

Clifden wurde 1812 von dem Grundbesitzer und High Sheriff of Galway John D’Arcy gegründet. D'Arcy hatte dabei die Absicht, der Region höheres Ansehen zu verschaffen, da sie als gesetzlos galt.
Einige Kilometer südöstlich der Stadt befindet sich das Derrygimlagh-Moor. Hier landeten John Alcock und Arthur Whitten Brown, die am 14./15. Juni 1919 als erste mit einem Flugzeug nonstop den Atlantik überquerten. Ebenfalls hier befindet sich der Ort, an dem der italienische Funkpionier Guglielmo Marconi seine Funkstation errichtet hatte, mit der er ab 1907 den ersten drahtlosen transatlantischen Telegrafendienst für die Öffentlichkeit ermöglichte. Die Sendestation wurde während des Irischen Bürgerkrieges 1922 zerstört und die Marconi Railway daraufhin stillgelegt.

## Kultur
Clifden beheimatet zahlreiche Kunsthandwerksgeschäfte.

### Veranstaltungen
Seit 1924 findet jedes Jahr am dritten Donnerstag im August in Clifden der Pony-Markt mit der weltweit größten Schau von Connemara-Ponys statt. Hierzu kommen Züchter und Interessenten aus vielen Ländern der Welt nach Clifden.
Am 12. September gibt es zu Ehren von Jon Riley ein Fahnenflugspektakel mit der Flagge Mexikos.
Ende September findet die Clifden Community Arts Week statt mit Dichterlesungen, Vorträgen und traditioneller Musik. Lehrer der Clifden Community School begründeten das  Festival im Jahr 1979.

### Sport
Die Pferderennen Omey Island Races finden am Strand statt.
Clifden ist die Heimat des Rugby-Vereins Connemara Blacks.
Für Touristen gibt es Golf-Plätze und viele Outdoor-Angebote, Angeln, Segeln oder Wandern eingeschlossen.

## Wirtschaft und Infrastruktur

### Wirtschaft

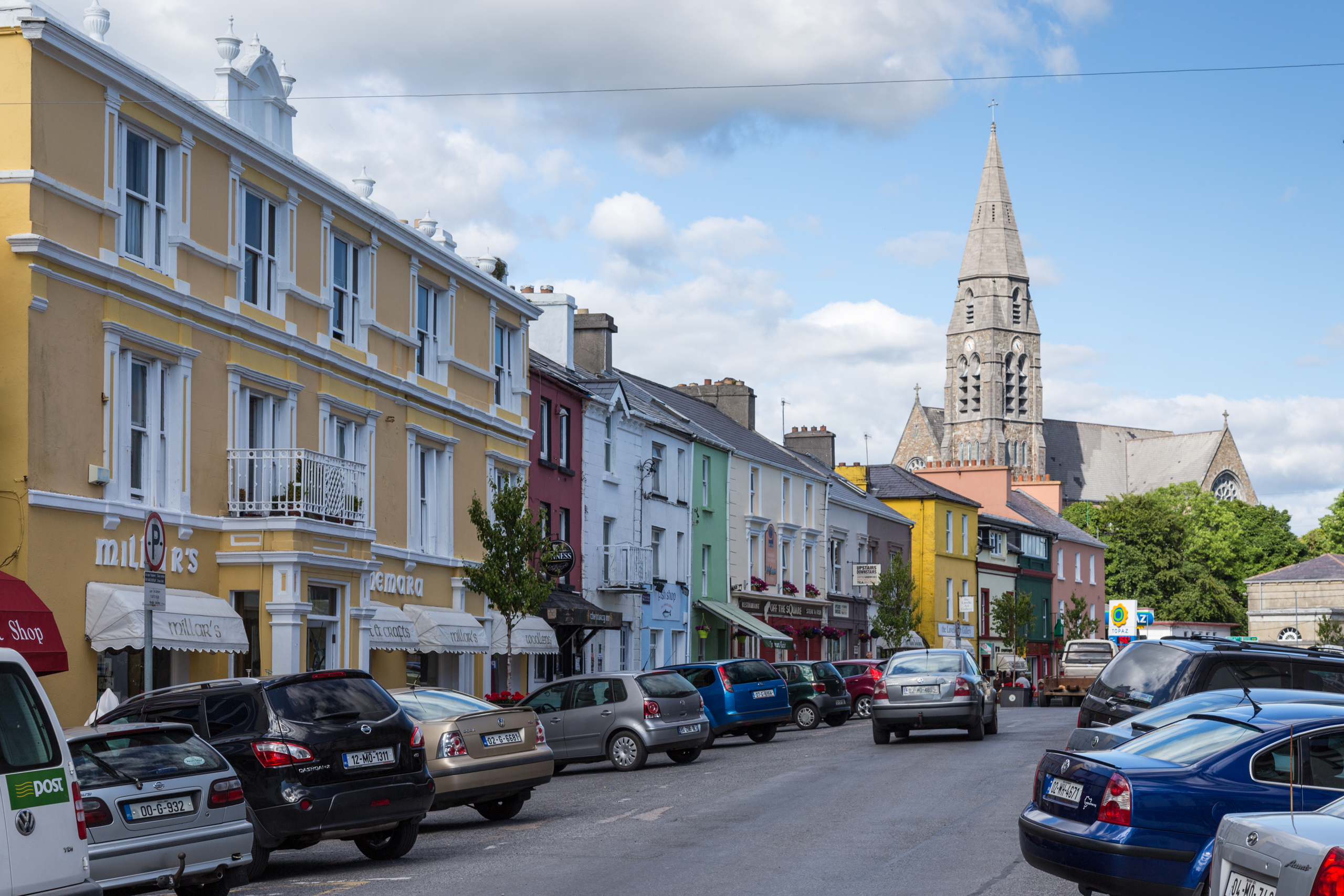
Main Street und Saint Joseph's Church

Clifden ist das Verwaltungszentrum für die lokale Regierung. Justiz, Banken, medizinische, berufliche und Einzelhandelsdienstleistungen für den gesamten Westen Connemaras haben hier ihren Sitz. In früheren Jahrhunderten bildeten Landwirtschaft und Fischerei die wirtschaftliche Grundlage der Einwohner des Ortes und seiner Umgebung. Noch immer spielen der Handel mit Rindern, Schafen und Connemara-Ponys in Clifden eine wichtige Rolle. Seit dem 20. Jahrhundert entwickelte sich der Tourismus zu einem bedeutenden Wirtschaftsfaktor.
Nicht zu vergessen ist der wöchentlich am Freitag abgehaltene Bauernmarkt, der den Einwohnern und Besuchern zahlreiche frische Produkte wie Bio-Gemüse, hausgemachtes Brot, Kuchen, Kräuter, Früchte, Blumen und Pflanzen bietet.

Clifden ist zudem der Gründungsort der Luxustoilettenfirma „U-Luu“, welche seit 2021 versucht, irlandweit luxuriöse, kostenpflichtige Toiletten und Duschen zur öffentlichen Benutzung zu etablieren. Die erste Filiale findet sich im Courthouse Yard.

### Verkehr
Straßenverkehr
Die Nationalstraße N59 von Galway nach Westport führt durch Clifden.
Regelmäßige Buslinien der Unternehmen Bus Éireann und Citylink verbinden Clifden mit Galway oder Clonbur/Headford im Norden des Lough Corrib.
Schienenverkehr
Zwischen 1895 und 1935 war Clifden die westliche Endstation der Connemara Railway. Der Bahnhof Clifden wurde am 1. Juli 1895 eröffnet, aber mit Einstellung des Bahnbetriebes am 29. April 1935 geschlossen. Die Bahnverwaltung ließ den Bahnhofskomplex später zu Wohnungen, einem Hotel, einem Museum und Geschäften umbauen.
Luftverkehr
Im Jahr 1989 hatte eine Gruppe von Geschäftsleuten aus Clifden eine Aktiengesellschaft gegründet, um einen ortsnahen Flugplatz anlegen zu können. Die Baugenehmigung wurde durch den Galway County Council jedoch nicht erteilt, weil damit „die Natur zerstört“ würde und tiefere Eingriffe in die Connemara-Landschaft befürchtet wurden. Dafür durfte in der Nähe von Cloon Cleggan ein kleiner Flugplatz gebaut werden, der eine nur 600 Meter lange Start- und Landebahn besitzt und somit nicht für Großflugzeuge geeignet ist. Die Anlage mit dem Flughafencode EICD wurde bis zum Jahr 2012 nicht für den Verkehr freigegeben.
Kleinflugzeuge können jedoch den Shannon International Airport (SNN) nutzen, gelegen am Galway Fjord bei dem Ort Shannon.

## Sehenswürdigkeiten in Clifden und Umgebung

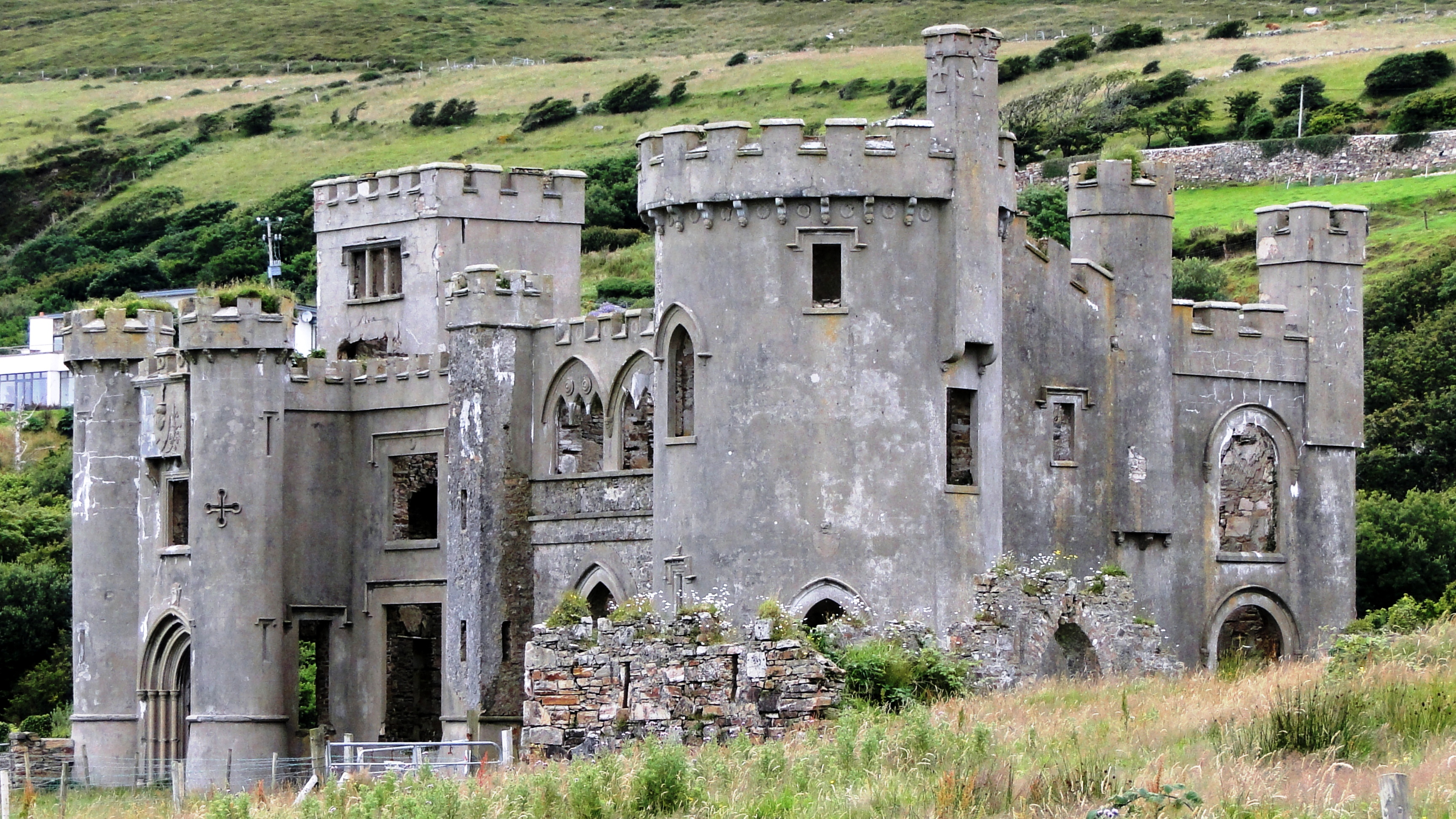
Ruine von Clifden Castle

### Im Ort
- Die anglikanische Kirche und die katholische St.-Joseph-Kirche (1879 eingeweiht) dominieren mit ihren jeweiligen Türmen das Ortsbild. In der protestantischen Kirche, errichtet 1853 anstelle eines älteren Kirchenbaus, steht eine Kopie des Cross of Cong.
- Auf der Kreuzung (Market Square) befindet sich ein im Grundriss dreieckiger Aluminium-Obelisk, der den Standort des historischen Marktplatzes markiert.
- Entlang der Hauptstraße (Main Street) befinden sich die meisten Restaurants, Geschäfte und Handwerkerwerkstätten.
- Ruine des Clifden Castle (an der Sky Road), des früheren Wohnsitzes von Stadtgründer John D’Arcy

### In der Umgebung
- Die Twelve Bens – eine Bergkette in Connemara östlich von Clifden
- Connemara-Nationalpark
- Kylemore Abbey
- Ballynahinch Castle
- Sky Road, etwa 11 km lange Küstenstraße, die einen Blick über die Landschaft und den Atlantik bietet
- Moor von Derrygimlagh südöstlich von Clifden
- Insel Inishbofin
- Leuchtturm von Slyne Head

## Persönlichkeiten
- John Mannion senior (1907–1978), Politiker
- John Mannion junior (1944–2006), Politiker